# Улица Новая (Нижний Новгород)
Улица Новая — улица в историческом центре Нижнего Новгорода. Проходит от улицы Белинского до улицы Ильинской, пересекая площадь Максима Горького.
Частично входит в район улиц Славянской, Короленко, Студёной, включённый в состав исторической территории «Старый Нижний Новгород» в качестве отдельной историко-культурной заповедной зоны, которую составляет исключительно целостный район исторической деревянной застройки.

## История
Улица запроектирована в 30-х годах XIX века. После визита в Нижний Новгород в 1834 году императора Николая I нижегородской губернской строительной комиссией был разработан ряд мероприятий по переустройству города, а губернский архитектор И. Е. Ефимовым и инженер П. Д. Готман создали новый генеральный план 1839 года, предполагавший расширение городской территории к югу. В соответствии с градостроительным документом на месте канатных заводов, существовавших на данной территории в 1787—1824 годах, начал формироваться новый обширный район жилой застройки.
На восток от Новой, или Новобазарной площади (сегодня — площадь Максима Горького), которая была создана на месте засыпанного Ковалихинского оврага, была проложена Новая улица и поперечная ей Канатная (сегодня — улица Короленко). Новая улица долго не обустраивалась, и только после определения красных линий Новобазарной площади в 1847—1848 годах, была пробита через огороды окраинных домов архитектором Н. И. Ужумедским-Грицевичем. На городском плане 1859 года выполненном землемерами Медведевым и Лебедевым и утверждённом столичным топографом В. Гарцевичем, по обе стороны улицы Новой была зафиксирована сложившаяся жилая застройка, состоявшая из деревянных домов, выходивших на красную линию улицы торцовыми фасадами.
Окраинный характер района в структуре города определил социальный состав жителей улицы, который образовали люди среднего достатка: мелкие чиновники, мещане, переселившиеся в город крестьяне и др. Требования к застройке были не столь высоки, как в центре. Изначально строились дома по «образцовым» проектам, как правило, деревянные одноэтажные.
В целом, окончательное градостроительное формирование района, включая его окраинные отрезки, завершилось с реализацией генерального плана Нижнего Новгорода 1881 года. В конце XIX века был пробит отрезок улицы от Новобазарной площади до Большой Ямской улицы (сегодня — часть Ильинской улицы), засыпана часть оврага, выходящего на угол Прядильной и Малой Ямской улицы и после проведения земляных работ образовавшееся пространство получило название Прядильная площадь. К 1884 году на Новой улице насчитывалось 50 домов и пролегала она от «Напольно-Монастырской улицы… чрез Новую площадь, и, идя далее, упиралась в заборы».
Интенсивная застройка улицы пришлась на 1880-е — 1890-е годы. На смену одноэтажным домикам в три окна по фасаду пришли двухэтажные деревянные дома и флигели, часто с каменным цоколем или первым этажом, с квартирами, предназначенными для сдачи в наём. В начале XX века на улице появляются здания в стиле деревянный модерн, в том числе жилой дом купца А. И. Цылбова и доходный дом архитектора П. А. Домбровского. На углу Новой площади и улицы сформировался комплекс зданий приюта графини Кутайсовой.
В советский период весь прилегающий район претерпел существенные градостроительные изменения. Деревянные дома десятилетиями не ремонтировались, обветшали и утратили части декора (частично разобранного для отопления в годы Великой Отечественной войны). В 1970-х годах всю историческую застройку улицы предполагалось уничтожить, что частично было реализовано. Ситуация изменилась в 1985 году, при разработке проекта охранных зон исторического центра московским институтом «Спецпроектреставрация», по которому предлагалось сохранить исторический район, в том числе и в границах пересекающихся улиц Короленко и Новой.
С середины 1990-х годов в районе развернулось интенсивное строительство, в ходе которого была утрачена часть исторической застройки. Вместе с тем, район улиц Славянской, Короленко, Студёной был включён в состав исторической территории Старый Нижний Новгород в качестве отдельной историко-культурной заповедной зоны, границы которой были установлены Постановлением Законодательного Собрания Нижегородской области № 281 от 18 ноября 1997 года.
В 2020 году скандальная ситуация сложилась с сохранением комплекса жилых домов, расположенном на пересечении улиц Новой и Короленко. В сентябре выявленному памятнику было отказано во включении в список объектов культурного наследия. Приказом управления ГООКН Нижегородской области за подписью руководителя управления Г. В. Меламеда, памятник был исключён из перечня выявленных объектов культурного наследия. По словам правозащитника Станислава Дмитриевского ситуация свидетельствует, что Нижний Новгород возвращается во времена, когда строительные фирмы извлекали сверхприбыли из «хищнического уничтожения исторической части города». По словам эксперта, градозащитники дважды приводили в администрацию области инвесторов, готовых заниматься реставрацией исторических зданий, однако инициатива была заблокирована на административном уровне, так как чиновникам удобнее реализовывать масштабные сверхприбыльные проекты, сопряжённые с коррупцией.

## Здания

### По нечётной стороне
- № 9 — Флигель крестьянина П. Н. Перевезенцева

Построен по проекту городского архитектора Н. Д. Григорьева в 1910 году. Здание украшено эркером на консолях с парой гирек-висяг, расположенным над парадным входом. Архитектура деревянного дома характерна для начала XX и ранее имела многочисленные аналоги в кварталах, возникших за улицей Белинского в 1910-х годах (в современный период вся эта историческая застройка была снесена).
- № 13 — Дом горбатовской мещанки Н. Богдановой

Построен по проекту 1857 года городским архитектором Н. И. Ужумедским-Грицевичем. Обладает пропорциями, характерными для эпохи «образцового» проектирования. Выступает примером здания, типичного для раннего этапа освоения района.
Мемориальная ценность здания связана с тем, что здесь проживали в последние годы своей жизни дед и бабушка Максима Горького — Василий Васильевич и Акулина Ивановна Каширины. В 1980-е годы исследователь А. С. Липовецкий выяснил, что именно здесь провёл часть лета и осень 1881 года сам Горький. Каширины проживали в доме до конца 1886 года.
Предлагалось поставить дом на охрану, как место, связанное с жизнью М. А. Горького, что не было реализовано. В настоящее время здание находится
в аварийном состоянии.

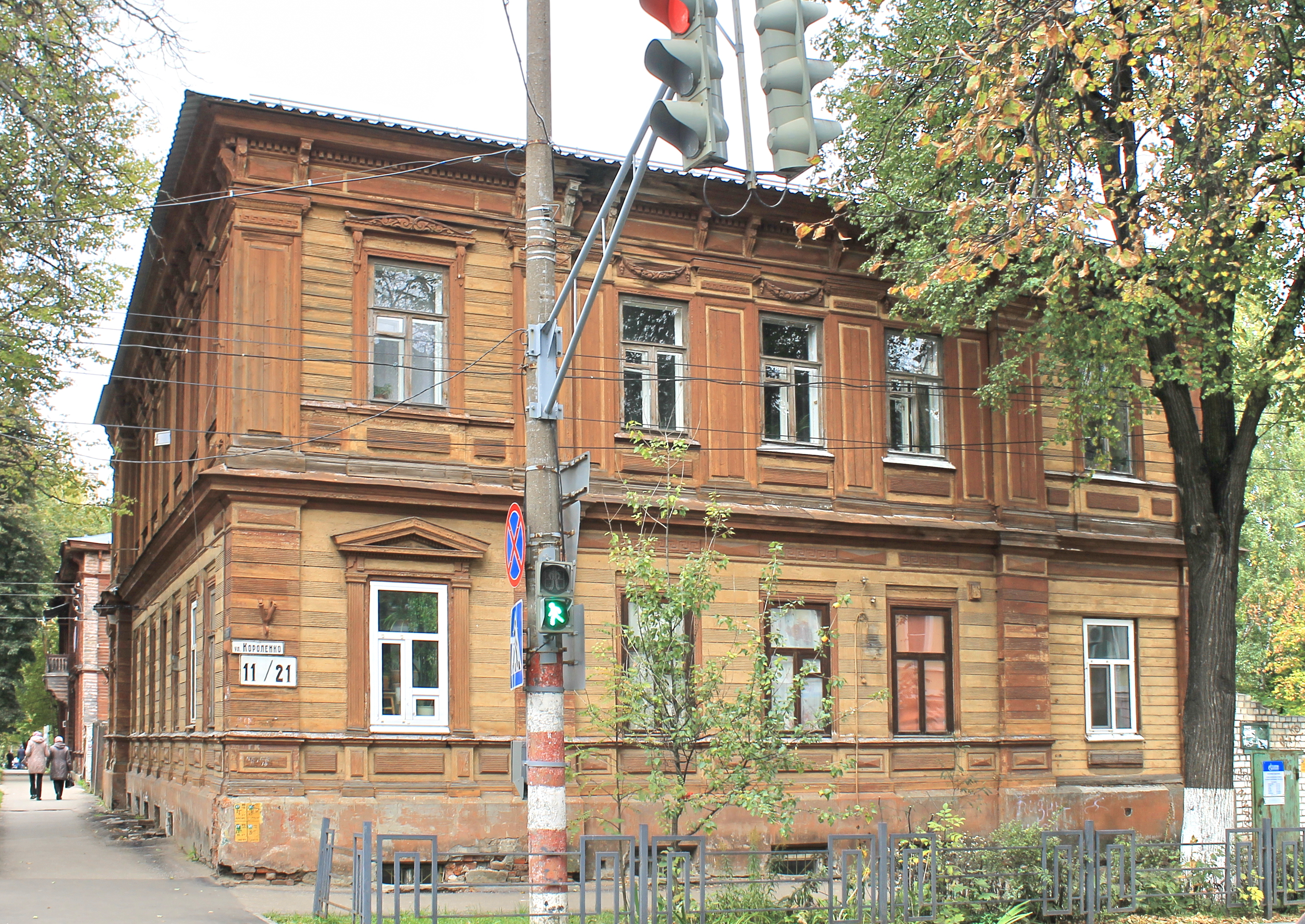
Главный дом усадьбы В. М. Лемке.

- № 21 — Главный дом усадьбы В. М. Лемке

В конце XIX века на крупном участке на углу улиц Новой и Канатной сложилась обширная городская усадьба, принадлежавшая гражданскому инженеру Владимиру Максимовичу Лемке, с 1882 года служившему городовым архитектором Нижнего Новгорода. В октябре 1891 года Лемке был утверждён проект его собственного деревянного дома, выходившего фасадом на улицу Новую.
Главный дом усадьбы — яркий пример нижегородской деревянной архитектуры периода эклектики, один из немногочисленных примеров в котором исключительно целостно проявились стилистические признаки академической эклектики. Являлось типичным примером деревянного дома, копировавшего архитектуру каменных зданий: его украсили выполненные из дерева детали, свойственные штукатуренным домам — пилястры, наличники с колонками, карниз с кронштейнами и меандровым поясом.
- № 23 — Доходный дом усадьбы В. М. Лемке

Флигель усадьбы — яркий пример жилой деревянной архитектуры периода эклектики. Двухэтажное здание главным (южным) фасадом выходит на линию застройки улицы. Его стены рублены из бревен с остатком и обшиты калёванным тёсом (на дворовом фасаде частично заменён досками). Кирпичный цоколь оштукатурен. Г-образную форму в плане дому придаёт выступ в правой части дворового фасада, соединенный двухъярусной террасой с узким ризалитом на левом фланге. В средней части западного фасада установлен двухъярусный балкон. Здание завершено вальмовой кровлей, над которой возвышается световой фонарь, крытый на четыре ската.
- № 31 — Дом архитектора П. А. Домбровского

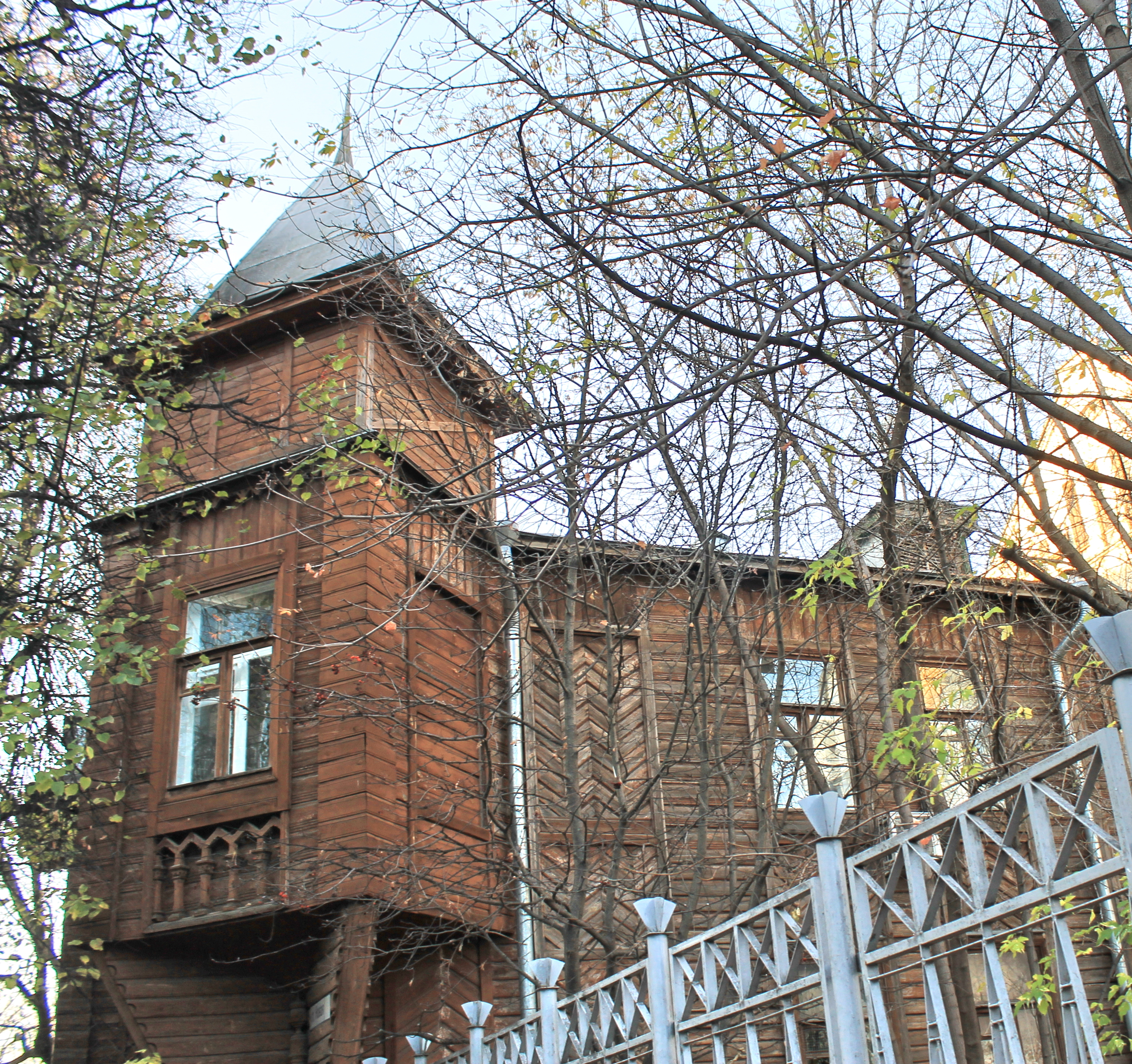
Дом архитектора П. А. Домбровского.

Деревянный доходный дом известного нижегородского архитектора П. А. Домбровского был выстроен по его собственному проекту в 1899—1900 годах (по другим данным — в конце 1906 — начале 1907 годов). В архитектуре здания прослеживались первые признаки модерна в деревянном зодчестве Нижнего Новгорода. В первоначальном проекте декоративное оформление фасадов с рустованным первым этажом, двумя эркерами с башенками и наличниками в виде колонок было выполнено в стиле эклектики. При переработке проекта в ходе строительства под эркерами разместились мощные кронштейны, появилась имитация фахверка и только кружевные узоры мешали отнести постройку к первому примеру деревянного здания в стиле рационального модерна в городе.
Здание расположено главным фасадом по красной линии улицы Новой. Дом двухэтажный, бревенчатый на кирпичном цоколе, обшит досками. Наличники окон выполнены в виде картинных рам. Горизонтальная обшивка шпунтованными досками напоминает рустовку и только под окнами выполнена «в две ёлочки». Два эркера придают облику здания живописность, а угловой эркер — особую романтичность, поскольку он сильно выступает из плоскости фасада и значительно возвышается над линией карниза. Большую выразительность эркеру придаёт четырёхгранный пирамидальный шатёр со шпилем. Поддерживают эркер два мощных диагональных кронштейна, несущих и декоративную функцию. В нище эркера под окном выполнена оригинальная декоративная балюстрада. Западный фасад здания завершён треугольным фронтоном. В целом здание сохранило исторический облик.
- № 55а — Доходный дом

Деревянный доходный дом конца XIX — начала XX веков, декорированный в духе каменных особняков. Является последним сохранившимся историческим зданием на отрезке улицы от площади Максима Горького до улицы Ильинской. В 2020 году поставлен на охрану как объект культурного наследия регионального значения.

### По чётной стороне
- №№ 20—20А — Усадьба В. В. Бердиниковой

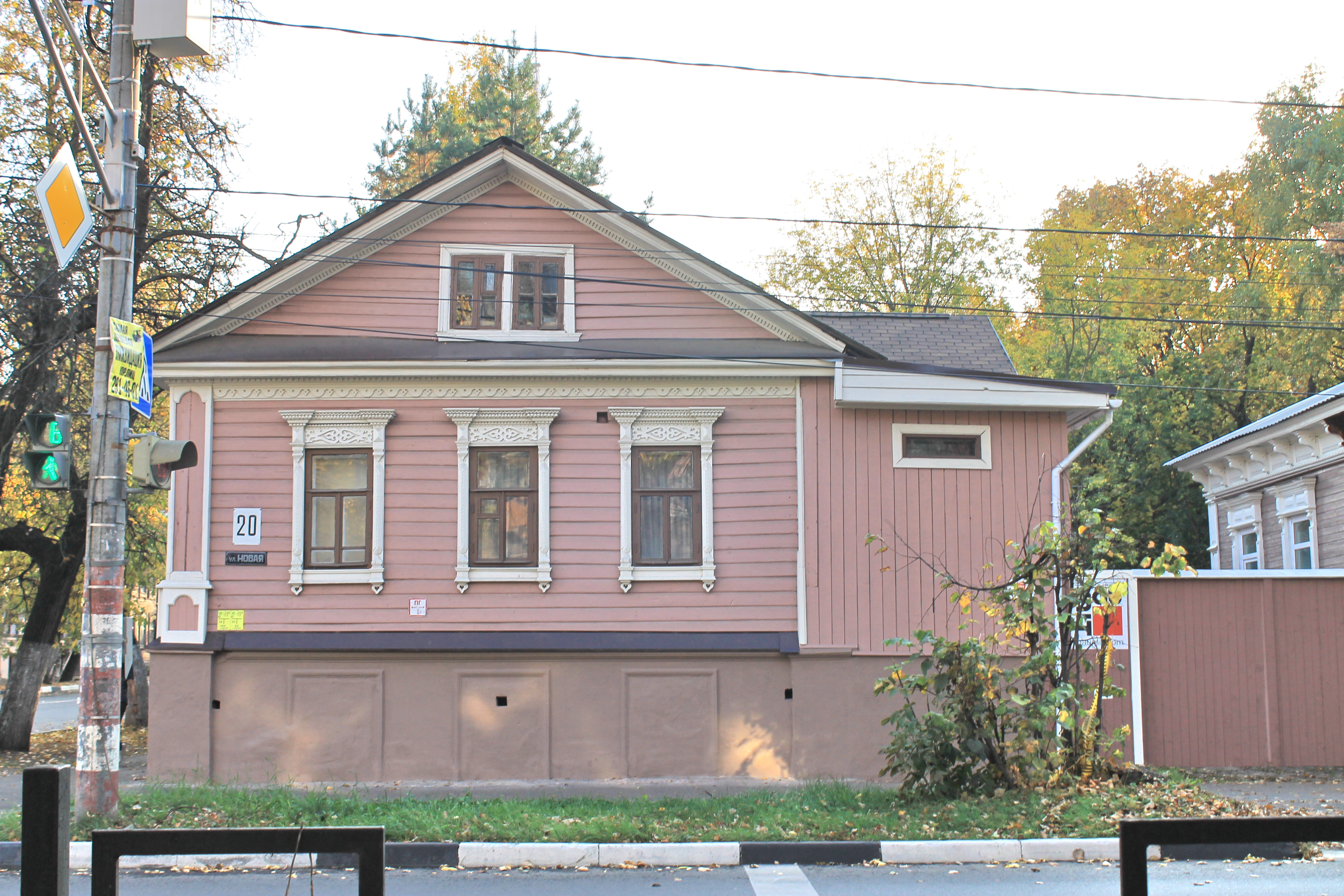
Усадьба В. В. Бердиниковой.

В 1846 году Нижегородская городская управа выдала солдатке В. В. Бердиниковой разрешение на строительство деревянных дома и флигеля на участке земли на углу улиц Новой и Канатной. Возводимые здания располагались в его северной части. Главный дом строили непосредственно на углу, флигель — севернее, фасадом на улицу Новую. Между ними размещалась ограда с воротами и двумя калитками. Оба небольших здания были выдержаны в формах позднего классицизма, с сдержанным декором.
В 1859 году В. В. Бердиникова подала прошение на строительство деревянного дома с мезонином и служб в южной части усадьбы, фасадами на Канатную улицу. Северная часть участка со старым домом и флигелем к тому времени уже была продана. Главный дом усадьбы (ул. Корленко, 13/20) сохранился, но уже в перестроенном виде, вероятно, во второй половине XIX века. Старый флигель новые владельцы снесли и выстроили новый (ул. Новая, 20А), однако точное время строительства и имена владельцев неизвестны. Судя по архитектурному решению, новый флигель возведён в конце XIX века.
В 2019 году главный дом усадьбы был отремонтирован в ходе волонтёрского фестиваля «Том Сойер Фест». Флигель — в 2020 году.

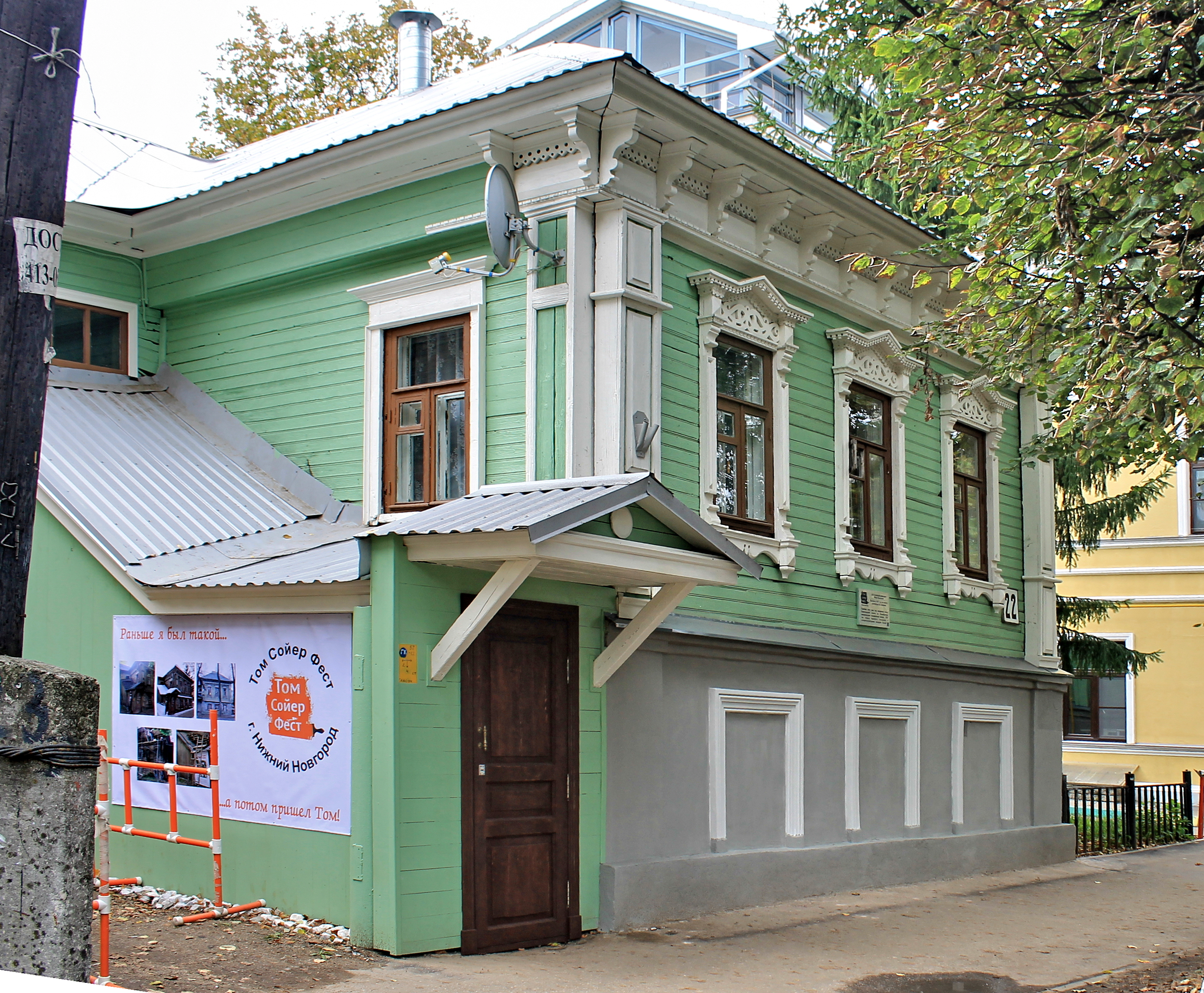
Усадьба Ф. П. Яхонтовой (П. И. Константиновского).

- №№ 22—22б — Усадьба Ф. П. Яхонтовой (П. И. Константиновского)

В середине XIX века домовладение принадлежало коллежской секретарше Марье Васильевой, для которой по проекту архитектора А. А. Пахомова в 1847 году был построен деревянный дом у восточной границы участка. В начале 1860-х годов усадьба перешла к мещанке Флене Петровне Яхонтовой. В усадьбе было выстроено несколько деревянных зданий: у восточной границы — деревянный на каменном фундаменте флигель (по конфигурации совпадает с домом М. Васильевой), в юго-западном углу — деревянный погреб, на территории сада — баня. В 1862 году по проекту И. К. Кострюкова слева от флигеля был возведён новый деревянный дом на каменном полуподвале (сегодня — ул. Новая, 22а) и деревянные службы на границе двора и сада.
В 1888 году от наследником Яхонтовой домовладение перешло в собственность мещанки Авдотьи Ивановны Курочкиной, которая в тот же год перепродала усадьбу личному почётному гражданину Павлу Ивановичу Константиновскому. В 1891 году последний выстроил в юго-восточной части двора деревянный на каменном этаже флигель на несколько квартир, сдававшихся в наём (сегодня — ул. Новая, 22б), а также протяжённые деревянные службы с брандмауэром по западной границе домовладения. Проект зданий, предположительно, выполнил архитектор городской управы Н. Д. Григорьев, следивший за ходом строительных работ. На плане усадьбы этого времени показан уже не деревянный, а полукаменный флигель, построенный на месте дома М. Васильевой, возможно, на основе его фундамента (сегодня — ул. Новая, 22). В 1899 году флигель был перестроен: расширен с приспособлением под доходное жильё, фасады получили новый декор.
В 2019 году главный дом усадьбы был отремонтирован в ходе волонтёрского фестиваля «Том Сойер Фест». Один из наличников был привезён на Петербургский экономический форум, как символ сохранения объектов культурного наследия.
- № 24 — Дом купца А. И. Цылбова (реплика)

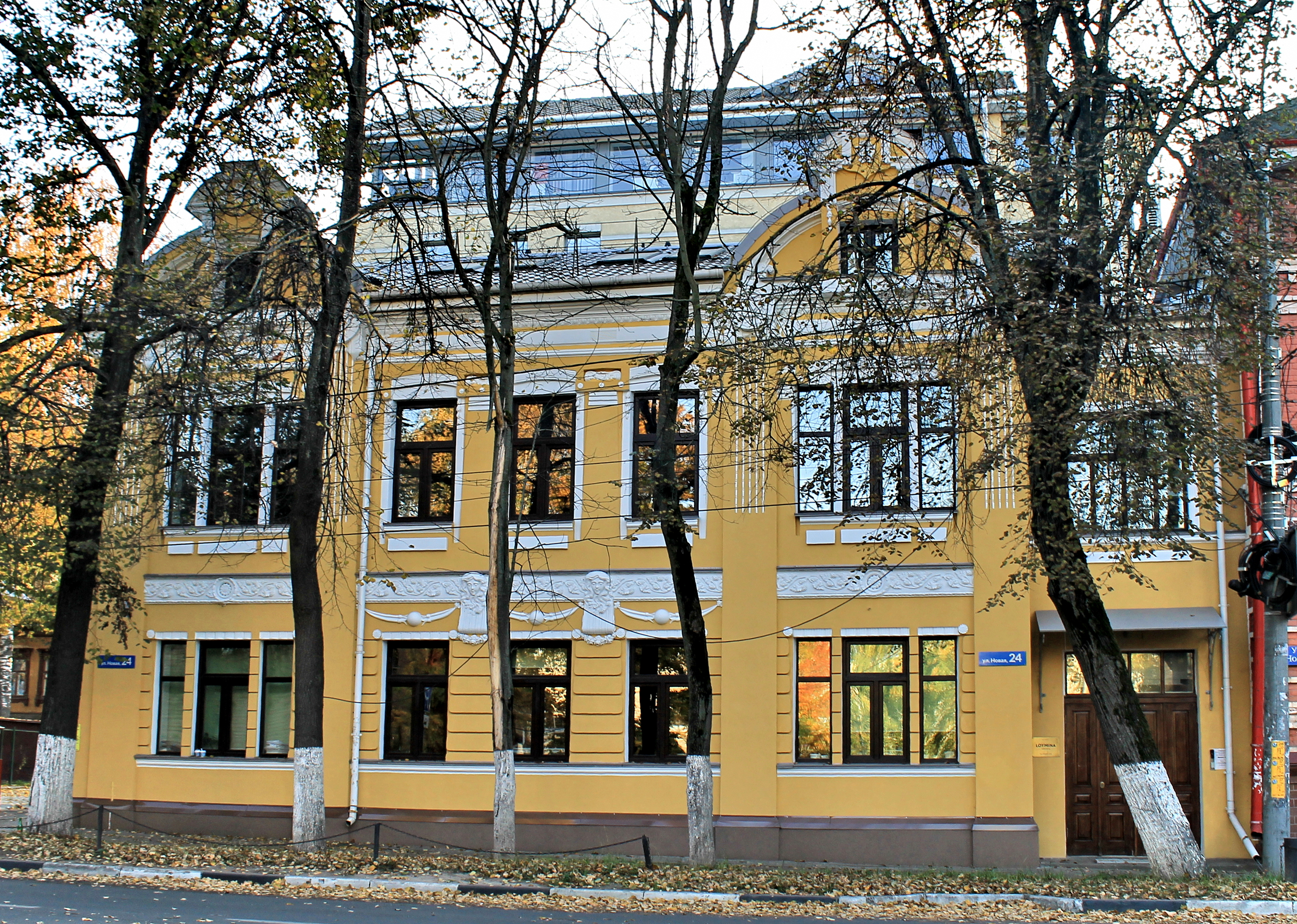
Реплика дома купца А. И. Цылбова.

Дом был построен в 1907 году нижегородским купцом 2-й гильдии Алексеем Ивановичем Цылбовым, владевшим лавками в чайном и железном рядах Нижнепосадского гостиного двора. Изначально на данном месте стоял деревянный, одноэтажный дом «в три окна на трёх саженях». Постройка нового здания была связана с тем, что в 1900 году купец стал опекуном малолетних племянников и его семейство сильно разрослось. Новый деревянный оштукатуренный дом стал ярким образцом архитектуры нижегородского провинциального модерна.
В 1918 году домовладение А. И. Цылбова было экспроприировано советскими властями, сам дом оставался жилым. Здание сохранялось до 2007 года, когда рядом развернулась новая стройка. Имевший статус вновь выявленного объекта культурного наследия дом стали незаконно сносить в январе 2007 года. Вмешательство общественности и прокуратуры остановило снос, но в мае, несмотря на запрет строительных работ, застройщик «Недвижимость-НН» и заказчик «Град-НН» всё-таки уничтожили памятник. Позже на месте здания была построена реплика, повторяющая оригинальные фасады, с пристроенным со двора многоэтажным объёмом.
- № 26 — Жилой дом

Исторически ценный градоформирующий объект. Каменный жилой дом конца XIX века. При строительстве реплики дома купца А. И. Цылбова был надстроен мансардным этажом, исказившим изначальное архитектурно-художественное решение.
- № 34А — Жилой дом

Памятник архитектуры регионального значения. Здание постройки конца XIX века.
- № 38 — Новобазарные склады

Дореволюционное строение в кирпичном стиле. В 2020 году запланирован снос здания, для строительства второй очереди жилого комплекса «Симфония Нижнего», ради возведения которого был полностью снесён квартал исторической застройки в границах улиц Новой, Ильинской и Максима Горького.

### Утраченные

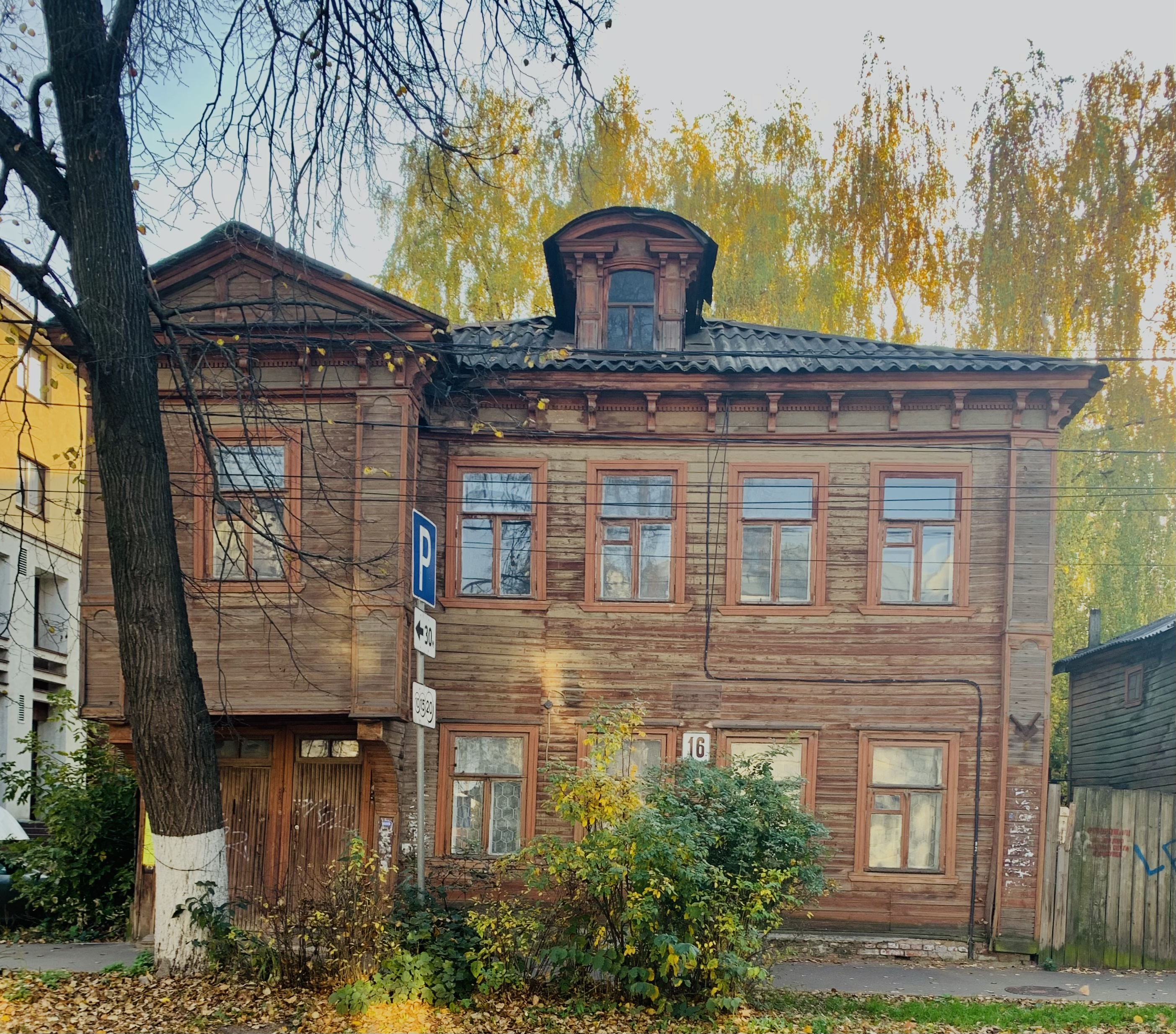
Флигель усадьбы А. А. Пахомова (Ф. И. Курепиной).

- №№ 16—16А — Усадьба А. А. Пахомова (Ф. И. Курепиной)

Усадьбу составляют дома №№ 16А и 16. История домовладения прослеживается с 1870-х годов, когда она принадлежала купцу Василию Петровичу Невежинову. Тогда на участке находились одноэтажные деревянные дом в три окна и флигель в «итальянское» окно. В 1879 году усадьба перешла к Арсению Макаровичу Зуеву, а в 1890 году — к его наследникам. В 1897 году домовладение перешло к мещанину Александру Александровичу Пахомову. В тот же период был выстроен главный дом (№ 16А). Флигель был сооружён около 1915 года, когда домовладение принадлежало мещанке Феоктисте Ивановне Курепиной.
- № 18 — Флигель усадьбы А. П. Куликова

Наиболее ранние архивные сведения об усадьбе датируются серединой XIX века, когда она принадлежала губернской секретарше Авдотье Яхонтовой. В 1849 году для неё был выстроен деревянный дом по проекту архитектора Л. В. Фостикова. Не позднее 1871 года владение перешло к мещанину Алексею Михайловичу Свешникову и в это время в части дома со стороны улицы Новой размещалась торговая лавка. Предположительно в 1875 году дом был увеличен в длину вдоль Канатной улицы и надстроен мезонином. В 1896 году усадьба перешла к Ивану Кузьмичу Копылову, а в 1899 году — к крестьянину деревни Ройка Нижегородского уезда Александру Петровичу Куликову. В 1900-е годы на усадьбе значились деревянный дом, одноэтажный каменный флигель и службы. Сохранившийся до нашего времени двухэтажный деревянный флигель был построен в 1910—1911 годах. В 1917 году после смерти А. П. Куликова усадьба перешла  его наследникам. Деревянный дом, стоявший на углу улиц в начале XXI века был доведён до аварийного состояния и снесён в декабре 2013 года.
В 2021 году дома 16, 16А и 18 были лишены охранного статуса и разобраны.
- № 30 — Дом, где жил исследователь Арктики П. А. Гордиенко

Деревянный дом скромной классицистической архитектуры с интересным решением деревянных кронштейнов, поддерживавших навес над парадным входом. Здесь в течение ряда лет останавливался у родственников известный учёный, исследователь Арктики Павел Афанасьевич Гордиенко. На доме была установлена мемориальная доска, исчезнувшая после сноса здания в 2006 году.
- № 46 — Усадьба М. Г. Николаева — И. П. Шеина

Первоначально на данном земельном участке стояла городская усадьба, принадлежавшая купцу М. В. Бурмистрову. После пробития в 1881 году отрезка Новой улицы, выходящего на улицу Большую Ямскую, границы усадьбы были изменены. В 1887 году домовладение перешло в собственность нижегородского мещанина М. Г. Николева и при нём к 1890—1891 годам был заново выстроен главный дом, а при последующем владельце, крестьянине И. П. Шеине — каменный флигель. В 1918 году усадьба была муниципализирована и приспособлена под квартиры. В 2006 году приватизирована Л. А. Давыдовой-Печеркиной.
В 2010-е годы ради строительства жилищного комплекса «Симфония Нижнего», который собирались возводить компании, аффилированные с Эладой Нагорной, женой бывшего мера города Олега Сорокина, было решено снесли целый исторический квартал в границах улиц Ильинская, Максима Горького и Новая. Главный дом усадьбы, известный на тот момент как Дом с бельведером, был капитально отремонтирован собственницей. Л. А. Давыдова-Печерская пыталась спасти усадьбу от сноса, много лет добивалась её включения в список объектов культурного наследия. За сохранение уникального для архитектуры Нижнего Новгорода здания выступали эксперты в области охраны культурного наследия, в том числе Ю. А. Веденин, Е. Ю. Гениева, Н. О. Душкина, А. И. Комеч, Н. В. Сиповская, А. В. Толстой, Д. О. Швидковский и др. Застройщик («РегионИнвест52») смог снести усадьбу только после смерти владелицы.
- №№ 53—55 — Усадьба Ф. Г. Бурцева

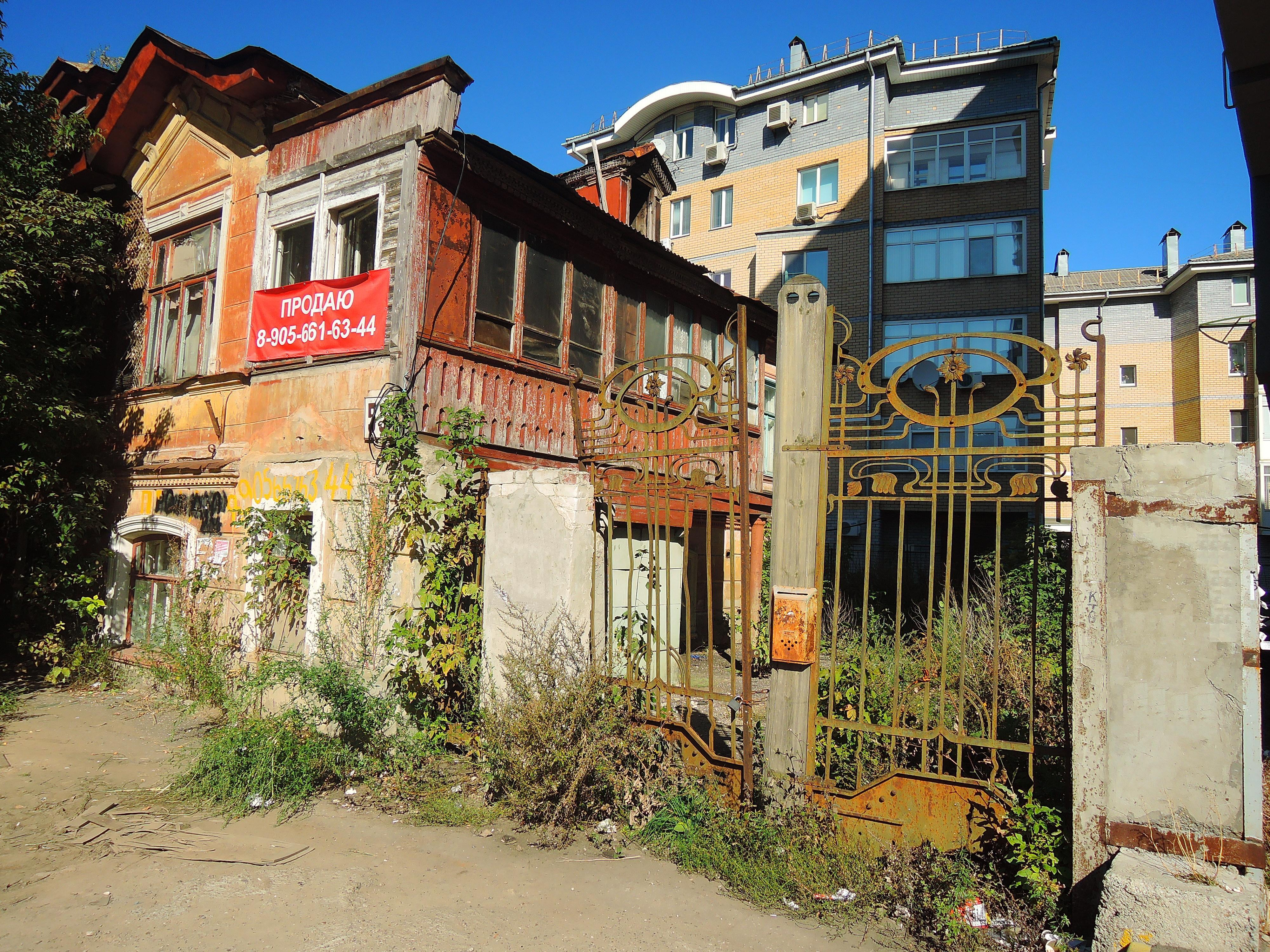
Дом Бурцева с кованой решёткой ворот.

Усадьба крестьянина Филиппа Григорьевича Бурцева была построена в 1880-е годы. Главный дом усадьбы (№ 53) в 1993 году был включён в список объектов культурного наследия под именованием Дом Бурцева с кованой решёткой ворот. Отличительной чертой памятника была кованая решётка ворот в стиле модерн, имевшая хорошую сохранность. В 2011 году правительство Нижегородской области незаконным постановлением лишило здание статуса памятника, а в феврале 2017 года оно было снесено.
Рядом с главным домом располагался деревянный двухэтажный флигель с каменным подвалом (№ 55). В 2012 году он пострадал от пожара и до 2021 находился в руинированном состоянии, после чего снесён. На месте снесённого памятника первоначально была оборудована парковка, а в настоящее время расположен пустырь.